# Eselorden

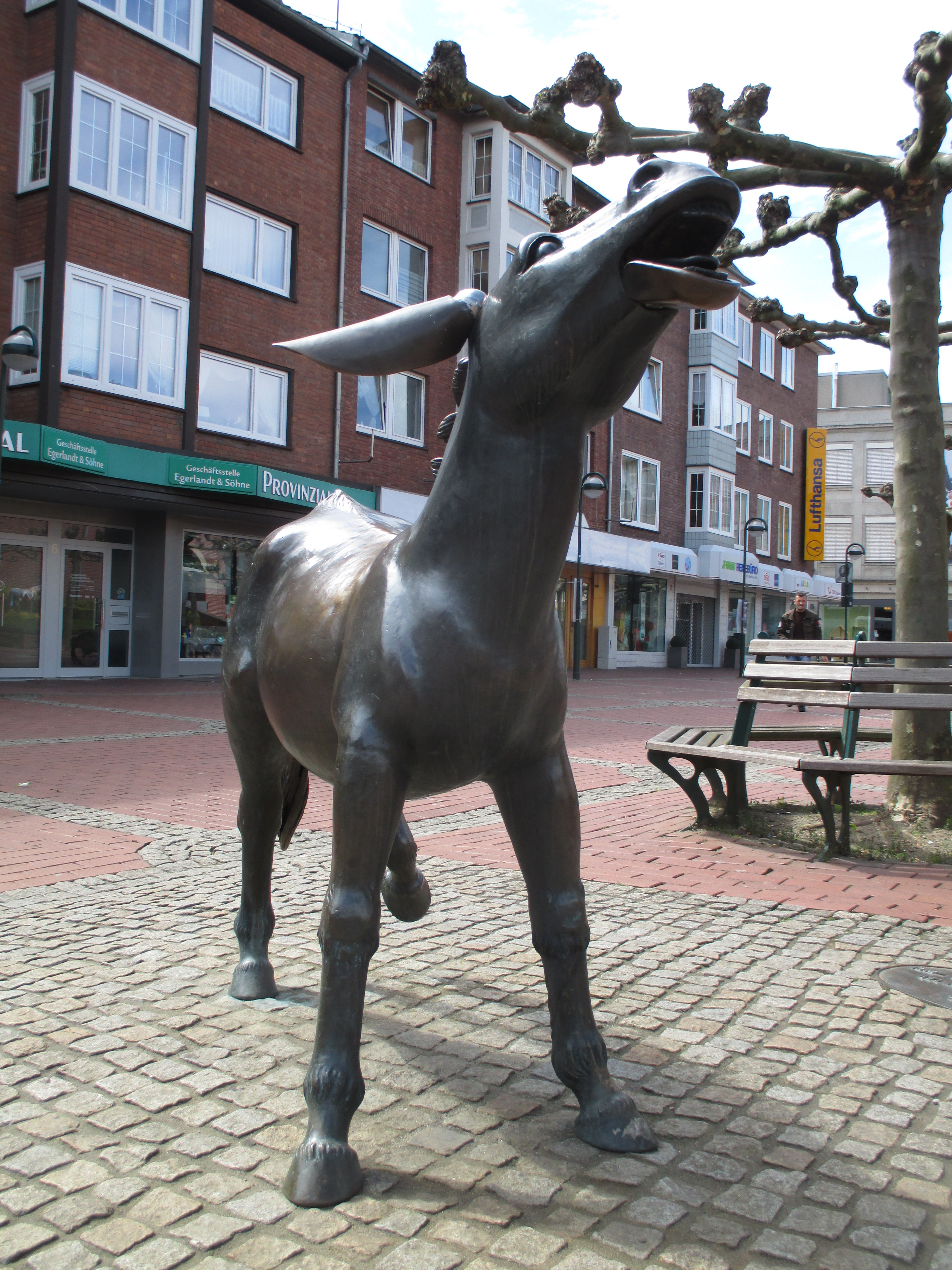
Vorlage für den Orden: Der Esel von Wesel als Bronzeskulptur

Der Eselorden ist ein seit 1972 in der Stadt Wesel in Anlehnung an den Esel von Wesel verliehener Karnevalsorden.

## Hintergrund und Geschichte
Der Vorschlag für den Eselorden kam 1971 vom Weseler Ratsherr Wilhelm Schulte-Mattler, zugleich Mitglied eines Karnevalsvereins, um werbewirksam in Anlehnung an das städtische Symboltier einen Esel von Wesel zu küren. Die Auszeichnung wurde 1972 erstmals im Rahmenprogramm einer Karnevalssitzung vergeben und hat seit 1976 eine eigene Verleihungsveranstaltung immer am Karnevalssonntag. Erster Preisträger war der Voerder Gemeindedirektor Adolf Urban.
Der Eselorden soll nach Angaben der Stadt die „humorvollste Tat im humorvollsten Sinne“ auszeichnen und den Mut zu einer nicht-alltäglichen Entscheidung belohnen. Der damalige nordrhein-westfälische Finanzminister erhielt die Auszeichnung 2016 beispielsweise für seine „Sturheit im Kampf gegen Steuersünder“. Neben „Eseleien“, also bestimmten Handlungen, kann der Eselorden auch dafür vergeben werden, den Namen der Stadt Wesel in die Welt hinaus zu tragen. So erhielt Guildo Horn 2018 den Orden, weil er regelmäßig bei Auftritten den Esel von Wesel erwähnte. Der aus Wesel stammende Tagesschau-Moderator Jan Hofer erhielt den Orden 1996 hingegen aus der gegenteiligen Begründung, er habe Wesel bis dahin nie in seiner Sendung erwähnt.

## Preisträger
Der Eselorden wurde an folgende Personen verliehen:
- 1972 Adolf Urban
- 1973 Udo Klausa
- 1974 Günther Hochgartz
- 1976 Werner Röhrich
- 1977 Frank Strecker, Werner van Appeldorn, Monika Paetow
- 1978 Carmen Thomas
- 1979 Diether Deneke
- 1980 Kurt Gscheidle
- 1981 Gauke Loopstra
- 1982 Hans Rosenthal
- 1983 Helga Feddersen
- 1984 Joachim Sobotta, Arnold Gehlen
- 1985 Rolf Milser
- 1986 Claus Hinrich Casdorff
- 1987 Rita Süssmuth
- 1988 Kurt Malangré
- 1989 Klaus Töpfer
- 1990 Franz Burbach
- 1992 Hanns Dieter Hüsch
- 1994 Matthias Wissmann
- 1996 Jan Hofer
- 1997 Geert Müller-Gerbes
- 1998 Wolfgang Clement
- 1999 Franz-Josef Antwerpes
- 2000 Manfred Breuckmann
- 2001 Herbert Reul
- 2002 Jürgen Büssow
- 2004 Dieter Nuhr
- 2005 Peter Neururer
- 2006 Anka Zink
- 2007 Steffi Neu, Sven Plöger
- 2008 Didi Jünemann
- 2009 Fritz Pleitgen
- 2010 Herman van Veen
- 2011 Ludger Stratmann
- 2012 Harry Voigtsberger
- 2013 Michael Kessler
- 2014 Lioba Albus
- 2015 Michael Groschek
- 2016 Norbert Walter-Borjans
- 2017 Jörg Schönenborn
- 2018 Guildo Horn
- 2019 Ulrike Lubek
- 2020 Stefan Verhasselt
- 2021 kein Orden, wegen der Pandemie
- 2022 kein Orden, wegen der Pandemie
- 2023 Fritz Eckenga
- 2024 Abdelkarim (Kabarettist)
- 2025 Rebel Tell Band